# Premier Division 2001-2002 (Sudafrica)
La Premier Division 2001-2002, nota come Castle Premiership 2001-2002 per motivi di sponsorizzazione, è stata la 6ª edizione della massima serie del campionato di calcio del Sudafrica, disupata tra il 28 luglio 2001 ed il 5 maggio 2002 e conclusa con la vittoria del Santos Cape Town, al suo primo titolo.

## Stagione

### Novità
Retrocedettero al termine della stagione 2000‑2001, retrocessero Bloemfontein Celtic e African Wanderers. Furono promosse dalla National First Division 2000-2001 le squadre AmaZulu e Tembisa Classic.

### Formula
Le 18 squadre disputarono un girone all’italiana con partite di andata e ritorno (34 giornate). La prima classificata è stata campione del Sudafrica e qualificata alla CAF Champions League seguente; altre squadre accedono ad altre competizioni continentali basate su piazzamento e risultati coppa nazionale.

## Squadre partecipanti
- AmaZulu
- Ajax Cape Town
- Black Leopards
- Free State Stars
- Hellenic
- Jomo Cosmos
- Kaizer Chiefs
- Golden Arrows
- M. Sundowns
- Manning Rangers
- Moroka Swallows
- Ria Stars
- Santos Cape Town
- SuperSport Utd
- Tembisa Classic
- Orlando Pirates
- Wits University
- Umtata Bucks

## Classifica
|                      | Pos. | Squadra          | Pt | G  | V  | N  | P  | GF | GS | DR  |
| -------------------- | ---- | ---------------- | -- | -- | -- | -- | -- | -- | -- | --- |
| Sudafrica (bandiera) | 1.   | Santos Cape Town | 64 | 34 | 18 | 10 | 6  | 49 | 30 | +19 |
|                      | 2.   | SuperSport Utd   | 59 | 34 | 17 | 8  | 9  | 53 | 42 | +11 |
|                      | 3.   | Orlando Pirates  | 57 | 34 | 15 | 12 | 7  | 43 | 31 | +12 |
|                      | 4.   | Jomo Cosmos      | 57 | 34 | 16 | 9  | 9  | 39 | 29 | +10 |
|                      | 5.   | M. Sundowns      | 56 | 34 | 15 | 11 | 8  | 47 | 32 | +15 |
|                      | 6.   | Moroka Swallows  | 53 | 34 | 15 | 8  | 11 | 44 | 43 | +1  |
|                      | 7.   | Wits University  | 50 | 34 | 13 | 11 | 10 | 39 | 30 | +9  |
|                      | 8.   | Black Leopards   | 49 | 34 | 13 | 10 | 11 | 58 | 48 | +10 |
|                      | 9.   | Kaizer Chiefs    | 49 | 34 | 12 | 13 | 9  | 38 | 33 | +5  |
|                      | 10.  | Manning Rangers  | 45 | 34 | 12 | 9  | 13 | 48 | 45 | +3  |
|                      | 11.  | Free State Stars | 44 | 34 | 11 | 11 | 12 | 36 | 32 | +4  |
|                      | 12.  | Ria Stars        | 43 | 34 | 11 | 10 | 13 | 42 | 47 | −5  |
|                      | 13.  | Golden Arrows    | 42 | 34 | 10 | 12 | 12 | 35 | 37 | −2  |
|                      | 14.  | Ajax Cape Town   | 41 | 34 | 11 | 8  | 15 | 39 | 42 | −3  |
|                      | 15.  | Umtata Bucks     | 35 | 34 | 10 | 5  | 19 | 47 | 70 | −23 |
|                      | 16.  | Hellenic         | 34 | 34 | 8  | 10 | 16 | 35 | 54 | −19 |
|                      | 17.  | AmaZulu          | 30 | 34 | 6  | 12 | 16 | 33 | 50 | −17 |
|                      | 18.  | Tembisa Classic  | 19 | 34 | 2  | 13 | 19 | 29 | 59 | −30 |

Legenda
      Campione del Sudafrica e ammessa alla CAF Champions League 2002-2003.
      Seconda classificata (qualificata alla competizione continentale correlata).
      Retrocessa in National First Division 2002-2003.
Note:
Tre punti a vittoria, uno a pareggio, zero a sconfitta.